# Calle Bailén (Bilbao)
La  Calle Bailén es una calle ubicada en el barrio de San Francisco en el municipio de Bilbao, territorio histórico de Vizcaya.

## Ubicación
La calle Bailén comienza en el puente del Arenal y termina en la calle San Francisco. El nombre es un homenaje a la batalla librada en julio de 1808 en la localidad de Bailén, provincia de Jaén, durante la llamada Guerra de la Independencia española contra las tropas de Napoleón.
En lo que respecta a los distritos en que está dividido Bilbao, la calle hace de frontera entre el distrito de Ibaiondo, al que pertenece su acera izquierda y el distrito de Abando en su acera derecha.

## Orígenes
La apertura, en su parte inferior, de lo que después sería la calle Bailén se puede datar desde el año 1817, cuando el convento de la Concepción acuerda con el ayuntamiento de Bilbao la cesión del terreno necesario para abrir un camino que conectase desde el nuevo puente de barcas, que cruzaba el Ibaizabal y fue construido en la zona de La Naja, hasta Ripa. El camino tendría, según el acuerdo, 20 pies de anchura y los árboles que se plantasen no podrían pasar el muro de la clausura. Años después, la ubicación de la estación del ferrocarril de Bilbao a Tudela en terrenos de la Anteiglesia de Abando afectó a los terrenos del convento y sus huertas, que fueron expropiados en el año 1859.

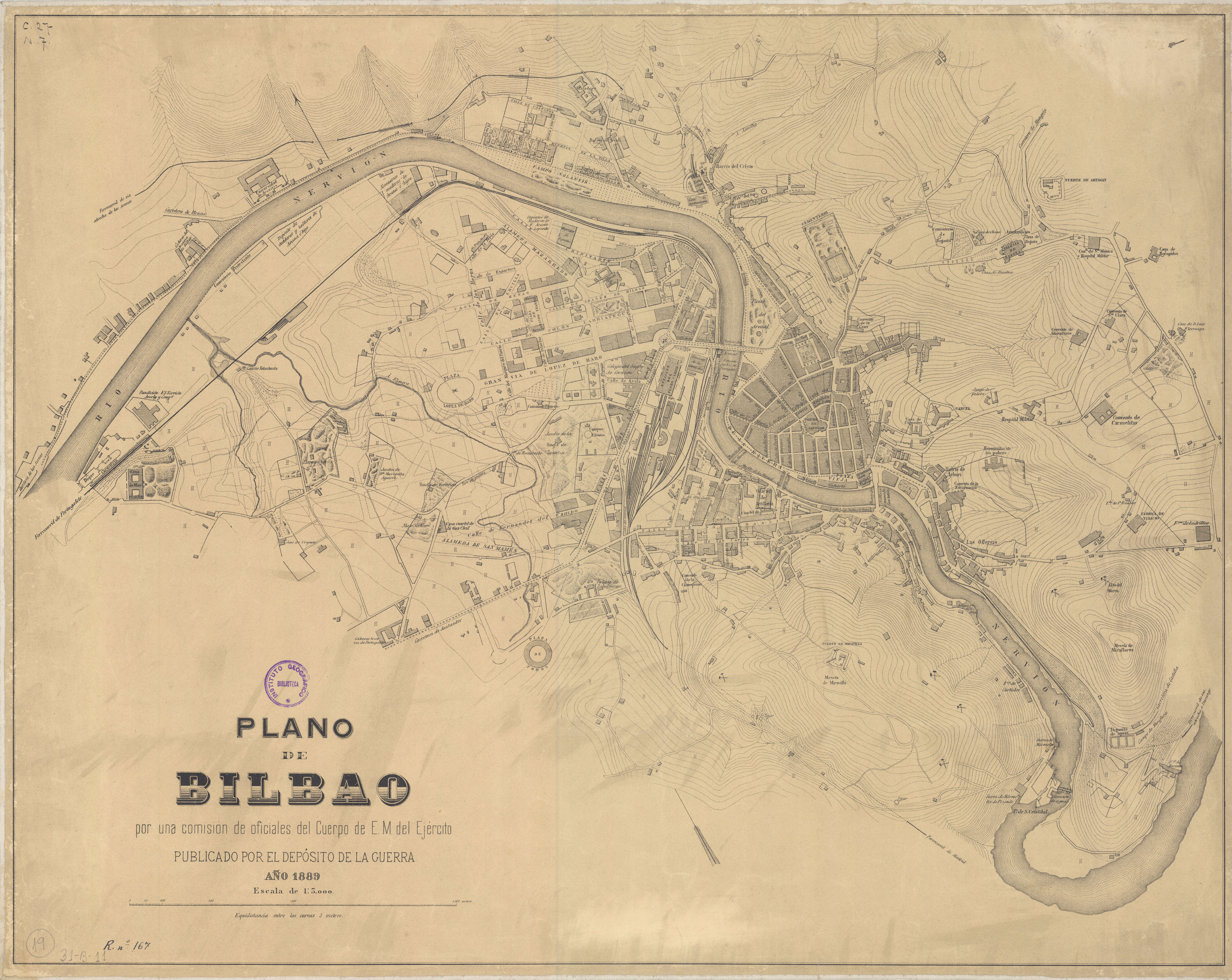
Bilbao 1889

Todavía en el plano militar del sitio de Bilbao de 1835 no se aprecia en la zona ninguna edificación, tampoco en el plano de Bilbao del Atlas de Francisco Coello de 1857 pero en el plano de población de Bilbao de 1889 ya se van perfilando las manzanas de la parte superior de la calle y la conexión con la calle San Francisco.

### Convento de La Concepción
Con origen en un beaterio cercano a la ermita de San Mames, en 1530 la comunidad se traslada al paraje de La Naja frente a Bilbao, donde en 1629 construyen un nuevo convento de la Orden de la Inmaculada Concepción. Durante el siglo XIX, con motivo de las diferentes guerras que afectan a Bilbao, el convento es convertido de forma recurrente en hospital militar, obligando a repetidas mudanzas de la comunidad religiosa. Finalmente, en 1859, la expropiación del convento y sus terrenos para la construcción de la estación de Abando para la línea de Tudela a Bilbao forzaron a un traslado definitivo a su actual localización, en el barrio de Zabala, donde en 1861 inauguraron su nuevo convento.

### Tren Tudela Bilbao
La concesión de la línea de Tudela a Bilbao se formalizó  por ley de 11 de julio de 1856 y la Compañía del Ferrocarril de Tudela a Bilbao fue constituida el 13 de enero de 1858. Se inauguró su explotación el 31 de agosto de 1863. Tras declarar la sociedad en quiebra, la línea fue absorbida el 28 de marzo de 1878 por la Compañía de los Ferrocarriles del Norte de España. El trayecto se dirigía a Miranda de Ebro, a través del puerto de Orduña, y unía Bilbao con la localidad Navarra de Castejón.

## Estaciones de tren
Además de por la cercana Estación de Abando, la calle Bailén se define por albergar numerosas infraestructuras ferroviarias.

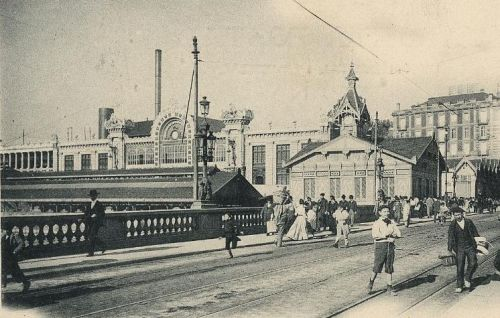
Primitiva estación de La Naja

### Estación de Bilbao-La Naja
Pablo de Alzola Minondo fue el autor del proyecto de la primera estación de tren de Bilbao-La Naja de la línea Bilbao-Portugalete. Fue inaugurada  el 19 de marzo de 1888, y en 1926 la línea se extendió hasta Santurce. El edificio fue denominado popularmente como la pajarera o la capilla debido a la pequeña torre que presidía el tejado de una construcción de corte modernista con decoración de mosaicos de mayólica. Para su construcción se empleó teja vidriada de Barcelona de cuatro colores combinados en forma de rombos y escamas vidriadas y paredes de mosaicos en la torre, dispuesta para sostener el reloj de cuatro esferas, que estaba rematada con un pararrayos y veleta. La voladura de los puentes ordenada durante la caída de Bilbao ante las tropas franquistas en 1937 obligó a la demolición del edificio. La Compañía del Norte, propietaria de la línea, siguiendo la propuesta municipal, proyectó una estación subterránea que quedó cubierta por una plaza de 95 metros de longitud en el inicio de la calle Bailén, según el proyecto del arquitecto Manuel Ignacio Guillermo Galíndez Zabala.
En 1941 fue incautado oficialmente por el Estado e integrado en Renfe y el 3 de marzo de 1999 se cerró, pasando la línea a la estación de Bilbao-Abando. Desde entonces, y a pesar de haberse barajado diferentes proyectos que han ido siendo descartados, la estación permanece vaciá a la espera de que se les dé un uso a sus instalaciones. 

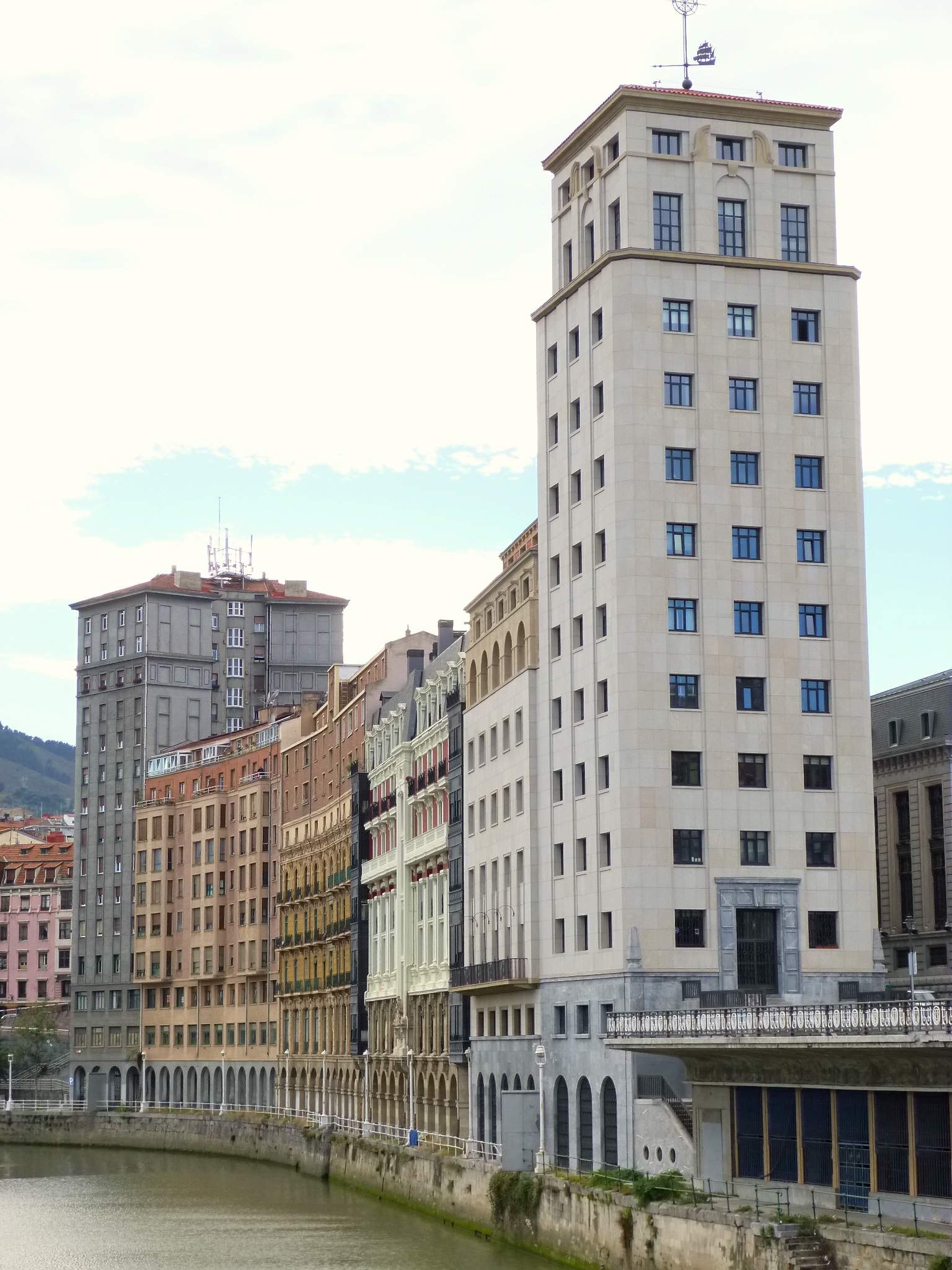
Rascacielos de Bailén sobre la estación de La Naja

#### Rascacielos de Bailén
La plaza que se creó al soterrar la estación se cerro con un nuevo edificio, con las oficinas de la compañía ferroviaria y primer rascacielos de Bilbao. Diseñado por Galíndez, se construyó entre los años 1939-1946 y con sus 43 metros y 13 plantas de altura fue el edificio más alto de Bilbao hasta que en 1968 se construyó la torre del Banco de Vizcaya de la Plaza Circular.

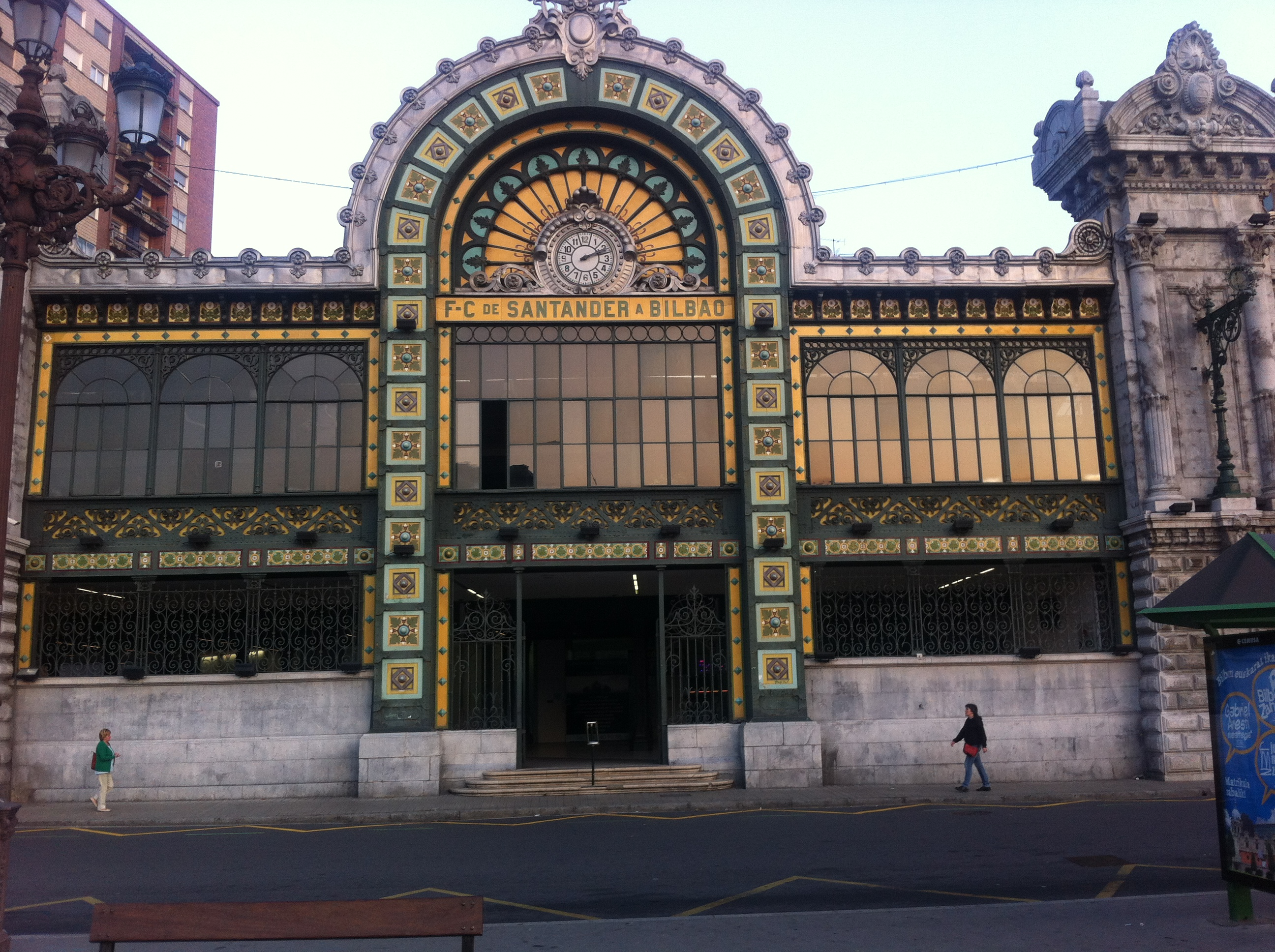
Estación de la Concordia

### Estación de la Concordia
En 1902 se inauguró en la calle Bailén la estación de la Concordia, de la compañía de los Ferrocarriles de Bilbao a Santander, obra del arquitecto Severino Achúcarro, que diseñó el exterior, y del ingeniero Valentín de Gorbeña que se encargo del interior y la disposición ferroviaria. Fue un proyecto monumental y elegante, debido a la visibilidad del emplazamiento. La fachada modernista alterna el uso de sillería con hierro forjado y pintado, lo que posibilitó aberturas de mayor superficie para la iluminación del interior del edificio. Las vías están situadas en la planta superior, junto con un edificio anexo que alberga las oficinas. Las diferentes remodelaciones que ha sufrido a lo largo de los años han alterado, en parte, su apariencia original, especialmente en el interior.Por otro lado, no existe ningún portal en la acera derecha de la calle, pues en las obras que se realizaron entre 1929 y 1935 se construyó también la estructura de hormigón armado que limita con la calle y que cubre las vías de la estación del ferrocarril de Santander a Bilbao.
En lo que respecta al nombre de la estación, este proviene del acto de conciliación que se llevó a cabo en una junta del 11 de octubre de 1866, en el almacén de harinas de la estación de Abando, tras la quiebra de la Compañía del Ferrocarril de Tudela a Bilbao, que desde entonces fue llamado “almacén de la Concordia”, término que pasó al callejero de Bilbao y dando nombre a esta estación.

#### Túnel peatonal
Bajo la estación se encuentra un túnel, clausurado desde 2007, que conectaba la calle Bailén con la calle José María Olavarri, calle propiedad de Adif, en la trasera de la estación de Abando. En una de las transformaciones que sufrió la estación se decidió eliminar el túnel peatonal y abrir la fachada ciega trasera del vestíbulo al callejón de Olavarri con una gran entrada que permite hoy en día transitar de una calle a otra a través de dicho vestíbulo.

## Otros recursos

### Sala de Consumo
El 30 de abril de 2003 la consejería de Vivienda y Asuntos Sociales del Gobierno Vasco y la asociación Médicos del Mundo en Euskadi firmaron el acuerdo de colaboración, auspiciado también por el Ayuntamiento de Bilbao y la Diputación de Vizcaya, para la apertura de la Sala de Consumo Supervisado, como estrategia para la reducción de riesgos y daños asociados al consumo de drogas ilegales, que se ubicó en la calle Bailén.  Esta primera etapa se cerró el 25 de noviembre de 2014. El 15 de enero de 2015 se abrió de nuevo con el nombre de Andén 1, centro socio sanitario de atención a las adicciones dirigido por la fundación Gizakia, entidad creada por Cáritas.

### Mural

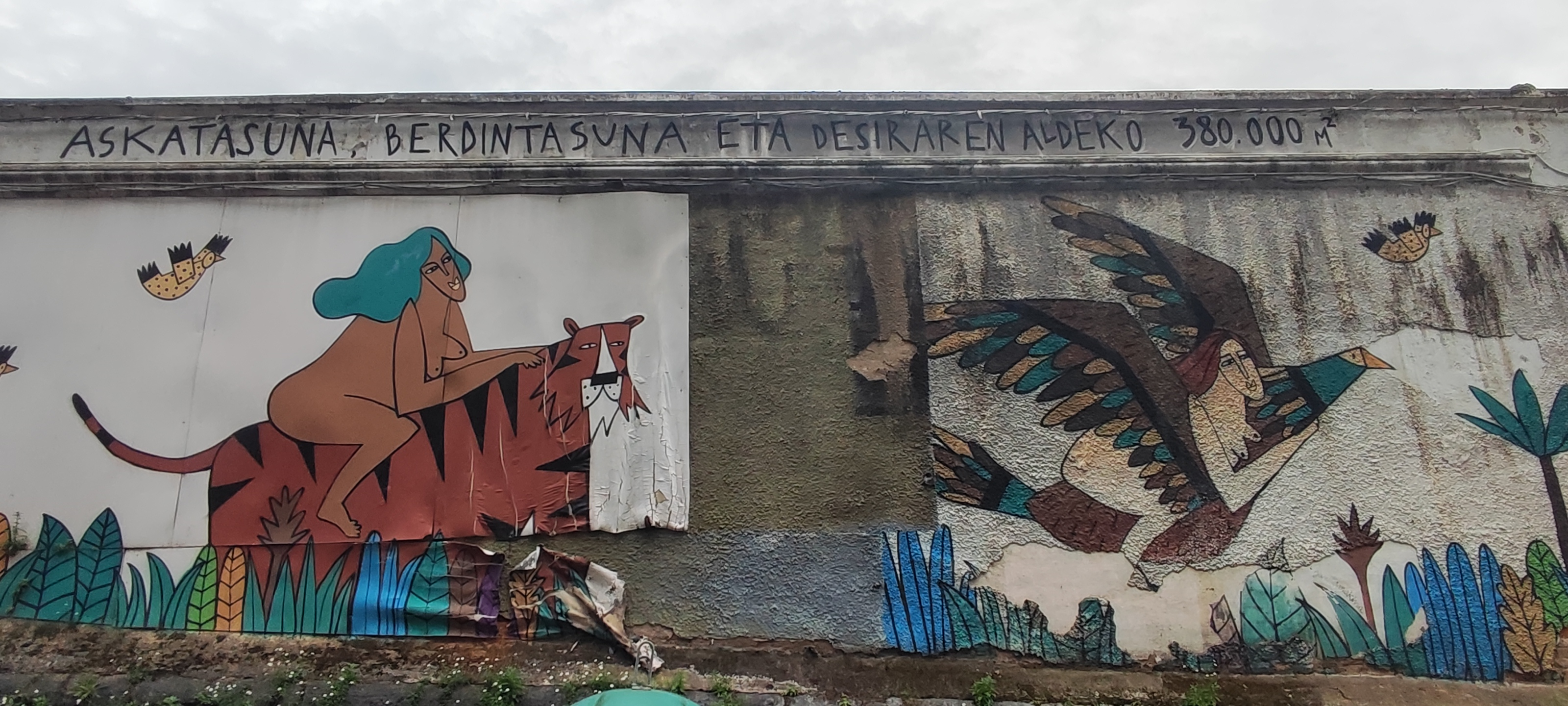
Mural de Ruth Juan de 2017 en la actualidad

Desde el 4 de enero de 2010 a iniciativa de artistas residentes en el barrio y con el respaldo de la Oficina de Rehabilitación de Bilbao La Vieja, San Francisco y Zabala, en colaboración con la Mesa de Rehabilitación, se comienza un proyecto de espacio de arte público y temporal. Este proyecto se localiza en el muro ubicado en el tramo de la calle Bailen entre la calle San Francisco y la calle General Castillo, en un tramo de 55 metros, estando la primera intervención, con el título de Panoramikas, a cargo de Jorge Rubio, Fermín Moreno, Ektor Rodríguez, Ismael Iglesias y Satone.La última intervención fue realizada en 2017, a cargo de la artista Ruth Juan,pero desde entonces no ha sido renovado ni mantenido.